# Miramar, Florida
Miramar este un oraș din statul Florida, Statele Unite ale Americii. Se află la o altitudine de 2 m deasupra nivelului mării. Are o suprafață de 81,012842 km². Populația este de 134.721 locuitori, determinată în 1 aprilie 2020, prin recensământ.

## Personalități născute aici
- Jason Derulo (n. 1989), cântăreț, compozitor, dansator.